# Club de Regatas Resistencia
El Club de Regatas Resistencia (CRR) es una de las instituciones deportivas y social  más grandes de la ciudad de Resistencia, (Chaco - Argentina). Fue fundado en 1920, con el fin de canalizar las inquietudes de un grupo de personas que utilizaban el río Negro como balneario y para pasear en canoas.
Hoy cuenta con dos sedes (sede central y la Isla), once disciplinas deportivas y más de cinco mil socios activos. 
Participa de torneos locales, nacionales e internacionales. 

## Historia
En las primeras décadas del siglo pasado la comunidad de Resistencia utilizaba el río como espacio de esparcimiento y deportivo lo que generó la necesidad de institucionalizarse para el manejo, entre otras cosas, del uso y alquiler de los botes. Así un grupo de jóvenes se reunieron. La iniciativa del club surgió en 1918 por Sabino P. de Medina; la principal dificultad en concretarlo fue la obtención de un terreno acorde para las prácticas deportivas que impulsaba. Finalmente obtuvieron por 10 años la concesión de un lote propiedad de Eduardo Miranda Gallino, el cual fue extendido con la compra de lotes adyacentes.
La primera comisión directiva estuvo formada por el presidente Tomás Rodríguez Rutter, vicepresidente Francisco Carrió, secretario Rolando Casal y tesorero Raúl Perrando. 
Inicialmente la sede estuvo en terrenos de Martín Miranda, en Cacique Ñare 40,  hasta que adquirieron – el 3 de julio de 1938- un lote de 10 700 m² sobre el río Negro, predio que ocupa en la actualidad. Tres años más tarde, el 20 de diciembre de 1971 se inauguró la nueva casa.
Para el nombre del Club también se consideró la propuesta “Rowing Club Resistencia”, y la asamblea se pronunció por “Club de Regatas Resistencia”. Inicialmente la sede estuvo en terrenos de Martín Miranda, hasta que adquirieron un lote de 10 700 m² sobre el río Negro, en una ubicación excepcional por su cercanía al centro y a una recta de mil metros poco habitual en el tramo inferior de dicho río.
El empresario maderero Ángel González participó activamente de la construcción del primer galpón y los botes, los que permitieron que sus deportistas concurran a torneos organizados en Santa Fe, Corrientes y Buenos Aires. El río también sirvió para la práctica de la natación, habiéndose dispuesto en él un trampolín con varias alturas. Pronto sumó un gimnasio y una cancha de baloncesto, y años más tarde tenis y bochas. En los años 1930 el Regatas fue la única institución donde se podían practicar varios deportes, dentro de ellos tuvo mucha aceptación el baloncesto.

## Actual Comisión Directiva (2021-2023)
PRESIDENTE: Leandro Eschoyez  
VICE-PRESIDENTE 1º Christiani Jorge      
VICE-PRESIDENTE 2º Dellamea Roberto Antonio
SECRETARIO Fernández Rovira Diego
PRO-SECRETARIA Resch Roxana
SECRETARIA DE ACTAS Artigas Cecilia
TESORERA Dellamea Bettina
PRO-TESORERA Cazaux Laura Silvina
VOCAL TITULAR 1º Perotti Radocevich Pablo
VOCAL TITULAR 2º Altabe Sergio
VOCAL TITULAR 3º Moreno Juan Ignacio
VOCAL TITULAR 4º Salgado Alejandro Manuel
VOCAL TITULAR 5º Trinca Luis Alejandro
VOCAL TITULAR 6º Vargas Gustavo Adolfo
VOCAL TITULAR 7º Brihuega Mariana
VOCAL TITULAR 8º Aguilar Claudio
VOCAL SUPLENTE 1º Puljiz Walter Ruben
VOCAL SUPLENTE 2º Goyoaga Maria Cruz
VOCAL SUPLENTE 3º Tomassone Maria Albertina
VOCAL SUPLENTE 4º Alfonsi Guido Alejandro
VOCAL SUPLENTE 5º Aznarez Ronald 
VOCAL SUPLENTE 6º Boccioni Jorge
VOCAL SUPLENTE 7º Aucar Maximiliano
VOCAL SUPLENTE 8º Ninfa Gonzalez Carolina
COMISION REVISORA DE CUENTAS Perez Eduardo Roberto
Novo Henry Fernando
Ledesma Hector Oscar
TRIBUNAL DE DISCIPLINA Fernandez Edgardo 

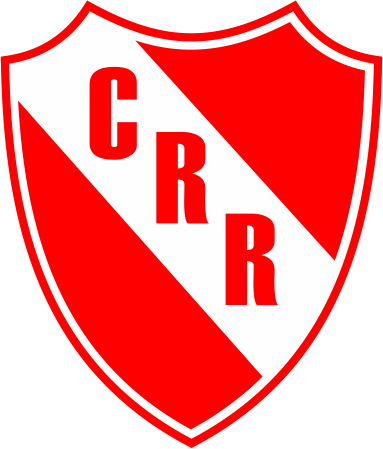
escudo del Club de Regatas Resistencia versión 2022

Aguilar Eldo Damian

Aguilar Eldo Armando

## Colores: bandera y escudo
Los colores del Club son rojo y blanco, y la bandera roja con una franja blanca en diagonal, de izquierda a derecha desde arriba hacia abajo, en la cual lleva las iniciales CRR en letras rojas. Además se lo combina con negro y gris. 
El escudo está formado por análoga disposición de colores en campos diagonales de izquierda a derecha, con las siglas CRR en letras rojas insertadas en la franja blanca central.

## Sedes
La sede principal se encuentra sobre la avenida Ávalos de la capital chaqueña; está ubicada en la margen derecha del río Negro, frente al Parque 2 de Febrero de Resistencia. Cuenta con cuatro canchas de tenis, dos estadio cerrado el principal con canchas de básquet de parquet y una de vóley y el estadio secundario con cancha de vóley con suelo de goma; una pileta olímpica y otra de 25 metros climatizada para el uso no estival; además de una pileta infantil; embarcadero para canotaje,  área de recreación con parrillas, canchas de squash,  gimnasio de aparatos y Box para crossfit, funcional y jiujitsu, albergues,  cancha de hockey seven; sede social con tres quinchos, dos salones y una cantina.

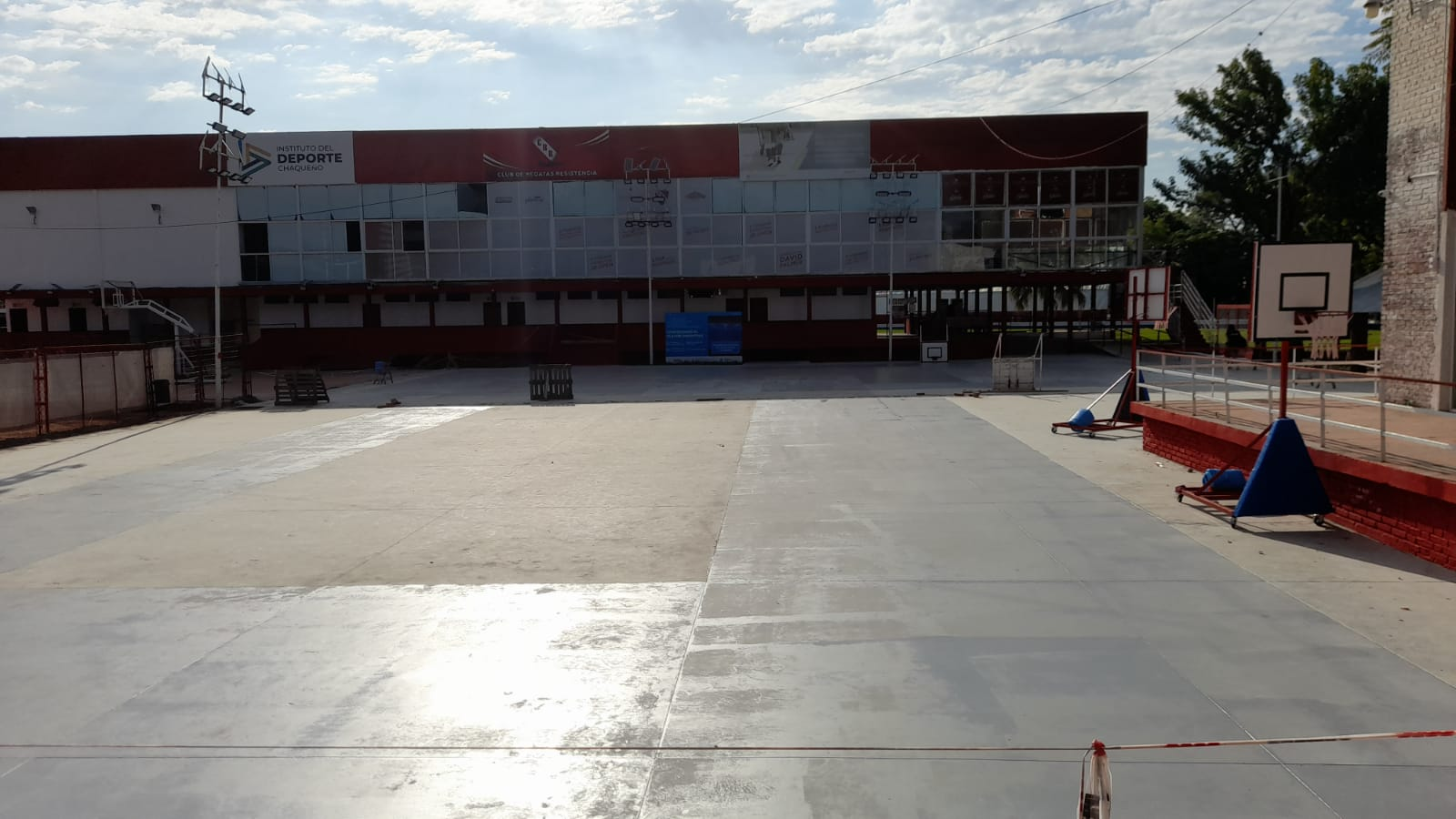
Playón deportivo de la Sede central

También cuenta con una sede deportiva conocida como la Isla, por los recodos del río Negro en esa zona que le dan el aspecto de una isla, donde se practican hockey y rugby. Se accede a la misma por la calle Irupé, estando en la margen izquierda del río Negro.